# Štefanje
 Ovo je glavno značenje pojma Štefanje. Za druga značenja pogledajte Štefanje (razdvojba).
Štefanje, Stipandan, Stipanjdan, Stipanovo, Stjepandan ili Stjepanje blagdan je sv. Stjepana Prvomučenika koji se u Katoličkoj Crkvi slavi 26. prosinca, drugoga dana Božića i Božićne osmine. Državni je blagdan u Hrvatskoj i nizu drugih država. U  crkvama koje koriste gregorijanski kalendar blagdan je 27. prosinca, a u onima koje koriste julijanski kalendar 9. siječnja.

## Vanjske poveznice
|  | Zajednički poslužitelj ima još gradiva o temi Štefanje |